# 市场街道 (大连市)
市场街道，曾是中华人民共和国辽宁省大連市旅顺口区下辖的一个乡镇级行政单位。2019年并入得胜街道。

## 行政区划
市场街道下辖以下地区：
。